# بئر الصفا
بئر الصفا أو (بئار الصّفا)، تعرف حالياً باسم (بئر مرزوقٍ)، تقع في محطة القوافل التاريخية المندثرة السّيالة.

## التاريخ
- قال البلادي الحربي:

غيّر اسمها فسمّيت «بئار الصّفا» لأنّ آبارها منحورةٌ في صخرٍ، وقد أطلق عليها «بئر مرزوقٍ» وما زالت آثار مبانيها ماثلةً، وآبارها يورد بعضها.